# Nasa campaniflora
Nasa campaniflora là một loài thực vật có hoa trong họ Loasaceae. Loài này được (Triana & Planch. ex Urb. & Gilg) Weigend mô tả khoa học đầu tiên năm 2006.